# Президентские выборы в Литве (2009)
Президентские выборы в Литве 2009 года прошли в один тур 17 мая. Второй тур мог состояться 7 июня в один день с выборами в Европарламент, но необходимости в нём не оказалось, так как еврокомиссар Даля Грибаускайте уже в первом туре набрала больше половины голосов избирателей пришедших на выборы, став первой женщиной, избранной на пост президента Литвы.

## Кандидаты на участие
Избирательная комиссия зарегистрировала 14 претендентов на участия в президентских выборах. Председателю Сейма Арунасу Валинскасу (Партия национального возрождения) было отказано в регистрации. Ещё 6 человек не смогли собрать необходимые 20 000 подписей, среди них экс-глава парламентского комитета по обороне и национальной безопасности Альгимантас Матулявичюс (Гражданская демократическая партия), журналист, поэт и издатель Альгирдас Пильвялис (независимый кандидат), публицист Витаутас Кундротас (независимый кандидат), мелкий предприниматель Йонас Янкаускас (независимый кандидат), житель Каунаса Видмантас Садаускас (независимый кандидат), предприниматель и один из создателей Саюдиса Зигмас Вайшвила. Заявление литовского банкира русского происхождения Владимира Романова было отклонено так как он не гражданин Литвы по рождению.

## Участники выборов
К участию в выборах было допущено 7 кандидатов:
- депутат Вальдемар Томашевский (Избирательная акция поляков Литвы), представлено 36 981 подпись[7].
- еврокомиссар Даля Грибаускайте (независимый кандидат), представлено 36 025 подписей[8].
- депутат Сейма Лорета Граужинене (Партия труда), представлено 33 575 подписей[9].
- Альгирдас Буткявичюс (Социал-демократическая партия Литвы), представлено 32 417 подписей[10].
- отставной бригадный генерал Чесловас Езерскас (независимый кандидат), представлено 27 096 подписей[2].
- староста парламентской фракции партии «Порядок и справедливость» Валентинас Мазуронис (Порядок и справедливость), представлено 25 033 подписей[2].
- бывший премьер-министр Казимира Дануте Прунскене (независимый кандидат, при поддержке Литовского крестьянского народного союза), представлено 25 058 подписей[11].

## Предвыборная кампания
Согласно опросам общественного мнения Даля Грибаускайте была бесспорным лидером в гонке за пост президента.
В выборах 17 мая приняло участие 1 393 278 человек, что составило 51,76 % от общего числа зарегистрированных избирателей. Даля Грибаускайте набрала более двух третей голосов избирателей принявших участие в выборах, одержав убедительную победу уже в первом туре. Ей удалось выиграть в 56 муниципалитетах Литвы из 60. Вальдемар Томашевский победил в двух муниципалитетах — Шальчининкском (66,86 %) и Вильнюсском районах (49,94 %). Буткявичюс стал первым в Вилкавишкском районе (52,11 %), а Прунскене в Висагинасе (33,74 %).

## Результаты
| № | Кандидат                | Партия                                  | 1-й тур   | %     |
| - | ----------------------- | --------------------------------------- | --------- | ----- |
| 1 | Даля Грибаускайте       | независимый кандидат                    | 950 407   | 68,21 |
| 2 | Альгирдас Буткявичюс    | Литовская социал-демократическая партия | 162 665   | 11,68 |
| 3 | Валентинас Мазуронис    | Порядок и справедливость                | 84 656    | 6,08  |
| 4 | Вальдемар Томашевский   | Избирательная акция поляков Литвы       | 65 255    | 4,68  |
| 5 | Казимира Прунскене      | независимый кандидат                    | 53 778    | 3,86  |
| 6 | Лорета Граужинене       | Партия труда                            | 49 686    | 3,57  |
| 7 | Чесловас Езерскас       | независимый кандидат                    | 9 191     | 0,66  |
|   | Недействительные голоса | Недействительные голоса                 | 17 640    | 1,27  |
|   | Всего                   | Всего                                   | 1 393 278 | 51,76 |